# Charmless Man
"Charmless Man" é uma canção escrita por Damon Albarn, Graham Coxon, Alex James e Dave Rowntree, gravada pela banda Blur.
É o quarto single do quarto álbum de estúdio lançado a 11 de Setembro de 1995, The Great Escape.

## Paradas
| Paradas (1996)                 | Posições |
| ------------------------------ | -------- |
| Reino Unido - UK Singles Chart | 5        |
| Austrália - ARIA Charts        | 35       |
| França- SNEP                   | 33       |